# Будикид
Будикид (Бутигейд; ум. 1290—1291) — великий князь литовский, брат Будивида (Буйвида).

## Происхождение
О Будикиде и его брате Будивиде известно по Ипатьевской летописи, под 1289 годом упоминающей о передаче ими Волковыска волынскому князю Мстиславу Даниловичу. Следующий раз упоминается в письме магистра Ливонского ордена, датированного ноябрём 1290 года, как «король Бутэгейде». Более в источниках не упоминается.
Предполагается, что после Довмонта, родственная связь которого с позднейшими Гедиминовичами маловероятна, власть перешла к Будикиду. Родственные связи Бутигейда с Довмонтом не совсем ясны. Допускают, что Довмонт мог быть его отцом. По другой версии предположительным отцом Бутигейда и Пукувера Будивида и, таким образом, родоначальником династии Гедиминовичей называют Сколоменда. Существует также мнение, что отцом Бутигейда и Пукувера Будивида был Тройден, правивший в 1269—1282 годах.
Михаил Грушевский считал Будивида (и, соответственно, Будикида) родственниками Войшелка (укр.).

## Правление
Власть перешла к Будикиду в 1282 (после предполагаемой смерти Тройдена) или 1285 году (после предполагаемой смерти Довмонта), и правил он до 1290 или 1291 года. Не исключено, что правление Будикида началось вскоре после того, как немецкие рыцари завоевали основную часть Судавии. К концу его правления (в 1290 году) Ливонский орден окончательно завоевал Земгалу. Будикид начал создавать систему оборонительных замков вдоль нижнего Немана, развитую в XIV веке позднейшими правителями.
При нем же (или при его ближайших преемниках) к двум главным центрам литовскоязычной части Великого княжества Литовского — Вильнюсу и Кярнаве — прибавился третий, — Старые Троки. Изменилась, по мнению Э. Гудавичюса, и властная структура: если Миндовга и Тройдена еще окружала плотная среда родичей, то при Будикиде в окружающей его среде более значимо выделялся лишь литовский субмонарх, которым обычно становился наиболее отличившийся из ближайших родственников великого князя.
В 1290 или 1291 году правителем Великого княжества Литовского стал брат Будикида Будивид (предположительно, отец Витеня и Гедимина).